# Grigori Belov
Pour les articles homonymes, voir Belov.
Grigori Akinfovitch Belov (en russe : Григорий Акинфович Белов), né le 18 décembre 1895 à Vakhonkino dans l'Empire russe et mort le 13 septembre 1965 à Iaroslavl (Union soviétique), est un acteur soviétique et russe.

## Biographie
Grigori Belov nait dans le village de Vakhonkino dans la famille d'un enseignant rural. Il étudie dans une école rurale, puis à l'école secondaire de Tcherepovets en 1907-1915. En 1915, il part pour Petrograd, où il entre au département d'économie de l'Institut polytechnique. Parallélement, il suit une formation de théâtre sous la direction de Iouri Iouriev au théâtre Alexandra.
En 1916, il fut mobilisé dans l'armée tsariste et servit dans une unité d'artillerie sur le front sud-ouest.
En 1917-1922, il fut acteur au Théâtre populaire de Tcherepovets, où il apparaît pour la première fois sur scène dans le rôle de Neil dans la pièce Les Petits Bourgeois de Maxime Gorki. En 1917-1920, il travaille au commissariat militaire en tant qu'inspecteur des spectacles amateurs de l'Armée rouge.
En 1922-1924 - acteur au Théâtre de la Manufacture Prolétarienne de Tver, en 1924-1925 - au Théâtre dramatique de Iaroslavl, en 1925-1926 - au théâtre municipal de Vladikavkaz, en 1926-1927 - au théâtre dramatique russe de Makhatchkala, en 1927-1928 - au théâtre central de Dnipro, en 1928-1929 - au théâtre municipal de Mykolaïv, en 1929-1931 - au théâtre mobile du drame russe de Mykolaïv, en 1931-1933 -  au théâtre dramatique de Kazan, en 1933-1940 - au théâtre Bolchoï d'Arkhangelsk, en 1940-1941 - au théâtre d'État de Léningrad.
Pendant la Seconde guerre mondiale - acteur au théâtre du drame russe de Petrozavodsk, participe aux spectacles sur la linge du front.
Depuis 1945 - acteur au théâtre dramatique de Iaroslavl.
Sa carrière cinématographieque commence en 1948, avec le rôle principal dans le film Mitchourine sous la direction d'Alexandre Dovjenko.
Membre du PCUS depuis 1942. Député du 4e Soviet suprême de Russie (1955-1959). Membre du Comité des prix Lénine dans le domaine de la science et de l'art auprès du Conseil des ministres de l'URSS.
Décédé le 13 septembre 1965 à Iaroslav, Grigori Belov y est inhumé au cimetière Saint-Léonce.

## Filmographie partielle
- 1948 : Mitchourine (Мичурин) de Alexandre Dovjenko : Ivan Mitchourine
- 1951 : Le Médecin de campagne (Сельский врач) de Sergueï Guerassimov : medecin en chef
- 1953 : Rimski-Korsakov (Римский-Корсаков) de Gennadi Kazansky et Grigori Rochal

## Récompenses et nominations
- 1945 : Médaille Pour le travail vaillant dans la Grande Guerre patriotique 1941–1945
- 1949 : prix Staline pour le rôle dans le film Mitchourine
- 1950 : Ordre de Lénine
- 1956 : Artiste du peuple de l'URSS